# 제프 프랑코어
 제프리 브래던 프랭코어(Jeffrey Braden Francoeur, 1984년 1월 8일 ~ )은 미국 프로 야구 필라델피아 필리스의 선수이다. 2002년 1라운드 23픽으로 애틀랜타 브레이브스에 입단했다. 뛰어난 수비와 강한 어깨가 강점인 선수이다. 애틀랜타 브레이브스에 입단 후, 탑 유망주로 랭크되었고, 2005년에 데뷔, .300 17홈런이라는 신인치고 상당히 뛰어난 성적을 올렸고, 이듬해인 2006년엔 29홈런 .260 타율을 기록했으나 그 이후 그의 장점 중 하나였던 파워가 많이 감소되었고, 높은 삼진율로 인해 출루율도 상당히 좋지 못하면서, 조지아주 애틀랜타출신의 홈보이임에도 불구하고 좋은 여론을 받지 못하였고, 결국 2009년 뉴욕 메츠의 라이언 처치와의 맞상대 트레이드로 뉴욕 메츠로 이적하였다. 2010년 트레이드를 통해 텍사스 레인저스로 팀을 옮겨 월드시리즈 무대까지 밟았으나, 시즌 후 텍사스 레인저스가 재계약을 포기, 논 텐더 명단에 그를 올림에 따라, 자유계약선수가 되었다. 그가 활약할 당시의 애틀랜타 브레이브스 단장이자 현재 캔자스시티 로열스 단장인 데이튼 무어가 관심을 보여, 1년 $2.5mil, $500,000의 인센티브가 붙은 계약을 체결하여 2011년엔 캔자스시티 로열스에서 뛰게 되었다. 독실한 크리스천 신자이다.

## 수상
- 골드 글러브 외야수 부문 수상 (2007년)

## 통산기록
| 년도 | 팀      | 타율  | 경기수 | 타수 | 안타 | 2루타 | 3루타 | 홈런 | 타점 | 득점 | 도루 | 실패 | 볼넷 | 삼진 | 병살타 | 출루율 | 장타율 |
| 2005 | ATL     | 0.000 | 0      | 0    | 0    | 0     | 0     | 0    | 0    | 0    | 0    | 0    | 0    | 0    | 0      | 0.000  | 0.000  |
| 2006 | ATL     | 0.000 | 0      | 0    | 0    | 0     | 0     | 0    | 0    | 0    | 0    | 0    | 0    | 0    | 0      | 0.000  | 0.000  |
| 2007 | ATL     | 0.000 | 0      | 0    | 0    | 0     | 0     | 0    | 0    | 0    | 0    | 0    | 0    | 0    | 0      | 0.000  | 0.000  |
| 2008 | ATL     | 0.000 | 0      | 0    | 0    | 0     | 0     | 0    | 0    | 0    | 0    | 0    | 0    | 0    | 0      | 0.000  | 0.000  |
| 2009 | ATL/NYM | 0.000 | 0      | 0    | 0    | 0     | 0     | 0    | 0    | 0    | 0    | 0    | 0    | 0    | 0      | 0.000  | 0.000  |
| 2010 | NYM/TEX | 0.000 | 0      | 0    | 0    | 0     | 0     | 0    | 0    | 0    | 0    | 0    | 0    | 0    | 0      | 0.000  | 0.000  |
| 통산 |         | 0.000 | 0      | 0    | 0    | 0     | 0     | 0    | 0    | 0    | 0    | 0    | 0    | 0    | 0      | 0.000  | 0.000  |